# Lomelosia simplex subsp. simplex
Lomelosia simplex subsp. simplex é uma subespécie de planta com flor pertencente à família Dipsacaceae. 
A autoridade científica da subespécie é (Desf.) Raf., tendo sido publicada em Fl. Tellur. 4: 95 (1838).

## Portugal
Trata-se de uma subespécie presente no território português, nomeadamente em Portugal Continental.
Em termos de naturalidade é nativa da região atrás indicada.

## Protecção
Não se encontra protegida por legislação portuguesa ou da Comunidade Europeia.